# Popasna
Popasna (en ucraïnès: Попасна, en rus: Попасная) és una ciutat de l'óblast de Luhansk a Ucraïna i és el centre administratiu del districte de Popàsna, situada actualment a zona ocupada per la República Popular de Luhansk de la Rússia. Està situada a 71 quilòmetres a l'oest de Luhansk. La seva població és de 21.917 habitants (2013).

## Història
La ciutat va ser fundada el 1878 i va rebre l'estatut de ciutat en 1938.

## Població
La població de la ciutat ha decrescut a partir de 1989, així:
| 1989   | 2001   | 2005   | 2011   | 2013   |
| ------ | ------ | ------ | ------ | ------ |
| 30.257 | 25.951 | 24.112 | 22.211 | 21.917 |